# Стелла (пьеса)
«Стелла» (нем. Stella) — драма в пяти актах Иоганна Вольфганга Гёте. Пьеса написана в 1775 году во Франкфурте-на-Майне в жанре прозаической мещанской драмы под влиянием сентиментализма, издана в начале 1776 года. Отличается камерным сюжетом; относится, как и предыдущая пьеса писателя «Клавиго», к разряду «семейных драм». В декабре 1786 года после небольших изменений издана в его собрании сочинений.

## Сюжет и характеристика

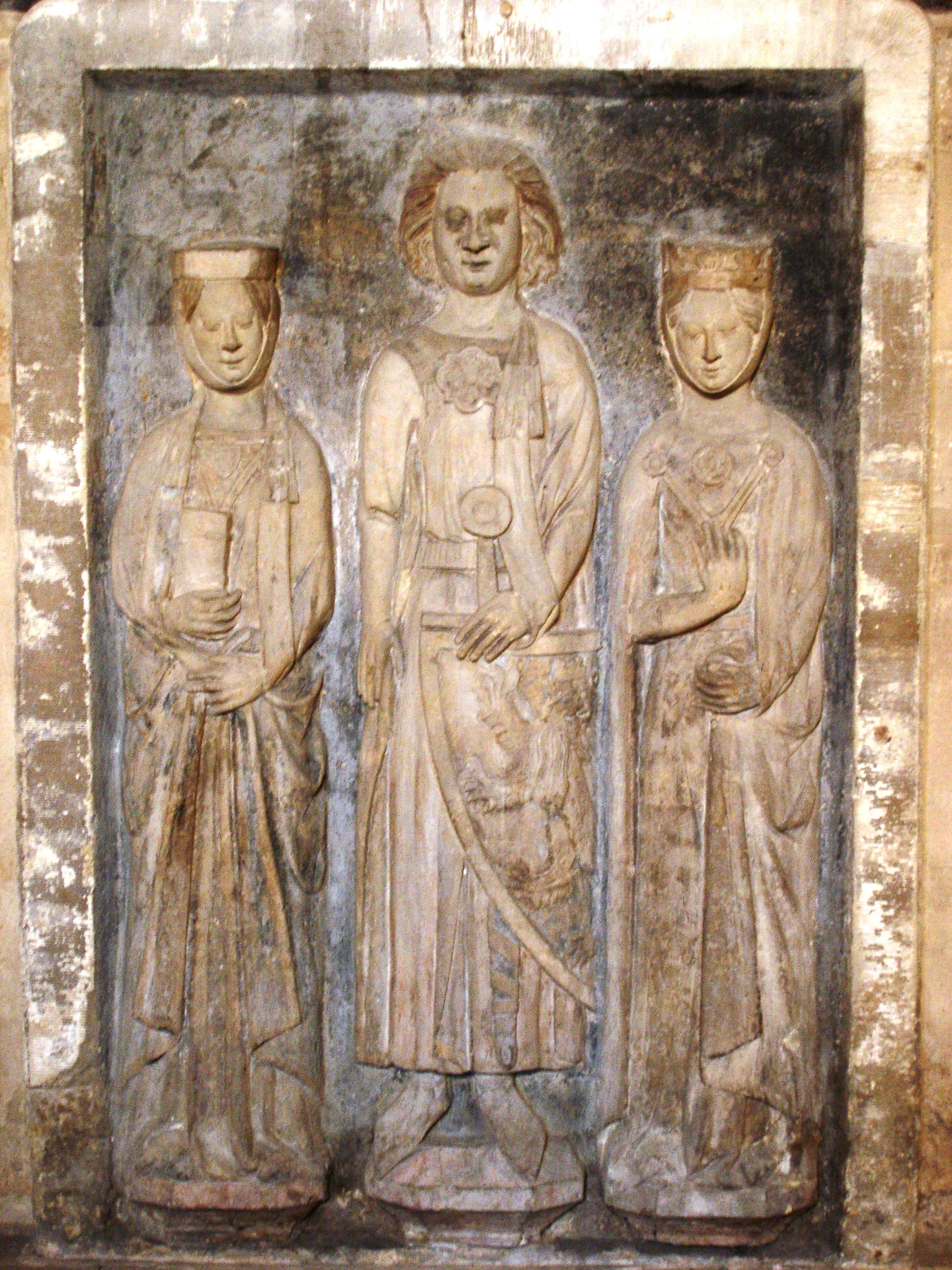
Надгробная плита графа фон Глейхена с его двумя жёнами в Эрфуртском соборе

По сюжету герой драмы военный офицер Фернандо любит двух женщин — баронессу Стеллу и свою жену Цецилию (Цецелию) Зоммер (которую он ранее бросил и у которой от него дочь Люция), любим ими, причём обе узнают об этих отношениях и чувствах по ходу действия пьесы. Все вместе они встретились в доме Стеллы, куда Цецилия хотела устроить Люцию в качестве камеристки, первоначально не зная про отношения хозяйки дома и Фернандо, который вернулся обратно после трёхлетнего отсутствия. Фернандо не может сделать выбор между двумя женщинами, и у него даже возникают мысли о самоубийстве. Стелла произносит о нём парадоксальную фразу: «Да простит тебя господь, сотворивший тебя… таким непостоянным и таким верным!». Стелла решает бежать, чтобы не препятствовать любви Фернандо и Цецилии, но та просит её остаться. Фернандо и Цецилия встречаются и она рассказывает известную средневековую легенду о графе Эрнсте фон Глейхене, с которой Гёте был знаком по «Историческому и критическому словарю» (фр. Dictionnaire historique et critique,1697-1706) Пьера Бейля. Граф Глейхен, участник Шестого крестового похода, бежал из турецкого плена с дочерью султана, которая стала его второй женой. По прибытии в свой замок в Тюрингии он рассказал своей жене, что турчанка помогла ему бежать из плена. Цецилия пересказывает эту легенду, заканчивая историю монологом о счастливой семейной жизни графа и его двух жён:
Верная жена обняла её и воскликнула, воскликнула, обливаясь слезами: «Возьми всё, что я могу тебе дать! Возьми половину того, кто безраздельно твой… Возьми его безраздельно! Оставь его безраздельно мне! Пусть он принадлежит каждой из нас и ни одна ничего не отнимает у другой… И мы обе — твои!» — воскликнула она, обнимая его, припадая к его ногам. Обе они взяли его руки, обе обняли его. И на небесах господь бог возрадовался, увидя такую любовь; его святой наместник на земле благословил её. А их любовь и согласие принесли счастье их единому дому, их единому ложу и их единой гробнице.И. В. Гёте. Стелла (действие 5)
В финале пьесы обе женщины примиряются в духе легенды о графе и обнимают Фернандо со словами: «Я твоя!.. Мы твои!…».

## Биографические мотивы

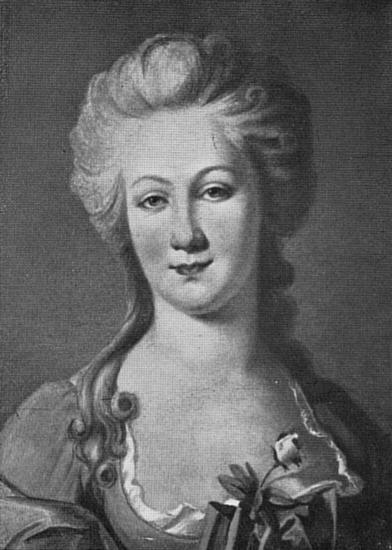
Лили Шёнеман

Исследователи гётенианы относят пьесу, наряду с романом «Страдания юного Вертера», к произведениям, отражающим в некоторой степени автобиографические мотивы того периода жизни Гёте, когда он пережил неудачную любовь к Шарлотте Буфф. Кроме того, в 1775 году состоялась помолвка Гёте с дочерью банкира Лили Шёнеман, которая обычно рассматривается в качестве прототипа Стеллы. По причине религиозных и прочих противоречий в октябре помолвку расторгли по инициативе матери невесты.
Несмотря на тяжёлые личные обстоятельства, этот период оказался очень плодотворным в творческом плане: «О, если бы я не писал сейчас пьес, я бы пропал», — писал Гёте своей «далёкой корреспондентке» Августе цу Штольберг в марте 1775 года. В это время им были написаны, продолжены или доведены до конца ранние драматургические опыты: «Эрвин и Эльмира», «Клаудина де Вилла Белла», «Стелла», «Свадьба Гансвурста». Летом 1775 года он начал работу над «Эгмонтом» и «Прафаустом» (Urfaust). В 1826 году писатель говорил своему секретарю И. П. Эккерману об этом периоде времени: «….мне бы ничего не стоило написать хоть дюжину драматических произведений, в сюжетах у меня недостатка не было, и работа давалась мне легко. Я мог бы писать по пьесе еженедельно и до сих пор досадую, что не делал этого».
В образе непостоянного и мятущегося Фернандо, видимо, отражено душевное состояние самого писателя. Как указывает его биограф К. О. Конради:
Нет надобности упоминать, что Гёте имеет в виду и себя самого, свое непостоянство, колебания, подозрительность ко всяким связям. Густхен Штольберг он признавался 3 августа 1775 года: «Моя злосчастная судьба не даёт мне жить в равновесии. То я судорожно сосредоточен на чём–то одном, то качаюсь на все четыре стороны». Смятение — вот слово, которое чаще всего встречается в письмах Гёте за 1775 год.

## Вторая редакция
В первом варианте пьеса, написанная в духе сентиментализма, «тогда очень модного, но вскоре преодолённого молодым писателем», заканчивалась любовным согласием между героем и обеими возлюбленными, устанавливавшими фактически брак втроём по согласию всех сторон. Впервые она была поставлена 8 февраля 1776 года в Гамбургском национальном театре. Несмотря на то, что на постановку были напечатаны положительные отзывы, всё же преобладали отрицательные рецензии: «Роман Гёте „Страдания юного Вертера“ — это школа самоубийства, его „Стелла“ — школа соблазнителей и многожёнства. Прекрасные уроки добродетели!» («Имперский почтовый курьер» от 8 февраля 1776 г.). В другой статье указывалось: «Что касается морали, то мы не привыкли искать её в произведениях такого рода, каждый извлекает из них то, что ему приятно» («Франкфуртские учёные известия»).
Первоначально Гёте выдержал давление и обвинения в аморальности пьесы и её героев, в том числе и со стороны церковных властей (в Гамбурге по их требованию пьеса была снята с репертуара), но позже всё же счёл необходимым коренным образом изменить финал. Гёте, отмечая, что появлению «Стеллы» в театре он обязан Ф. Шиллеру писал в статье «О немецком театре» (1815 г.):
Однако по внимательном рассмотрении начались разговоры о том, что по нашим нравам, которые целиком и полностью основаны на единобрачии, отношение мужчины к двум женщинам, особливо как оно показано здесь, нельзя уладить и посему всецело расценивается как трагедия.
Гёте переработал конец, и второй вариант появился в шестом томе его сочинений в 1806 году. В этом варианте Фернандо стреляется, а Стелла принимает яд. Премьера второй редакции «Стеллы» состоялась 15 января 1806 года в Веймарском придворном театре.
Различие развязки обусловило и разные жанровые определения двух вариантов. Первый имел авторский заголовок: «Стелла, пьеса для любящих» (нем. Stella, ein Schauspiel für Liebende), а второй вариант был обозначен писателем — «трагедия». Таким образом, по словам Гёте: «Пьеса взяла трагический поворот и окончилась на такой лад, что чувство было удовлетворено, а сочувствие усилилось». По мнению литературоведа А. А. Аникста, новое окончание пьесы не может свидетельствовать об отказе Гёте в зрелые годы от свободного взгляда на брак, выраженного в первом варианте, и от его штюрмерского вольнодумства:
Он перестал быть бунтарём, но с мещанским отношением к браку ни в коей мере не примирился. Более того, если вдуматься, то именно обязательства, налагаемые браком, становятся причиной гибели Стеллы и Фернандо.— Аникст А. А. Творческий путь Гёте. — М: Художественная литература, 1986. — С. 111.
 Из переписки Гёте и литературы о его творчестве известно, что он неоднократно возвращался к работе над «Стеллой», её постановкам и к её обсуждению. Так, свидетельством его интереса к своей ранней пьесе является то, что он упоминает её в целом ряде писем к родным, друзьям и коллегам в 1775—1827 годах.

## Критика
Пушкинист В. С. Листов указывает на некоторое сюжетное сходство пьесы Гёте и «южных поэм» А. С. Пушкина — «Кавказский пленник» и «Бахчисарайский фонтан», которое, по его мнению, восходит к легенде о графе Глейхене и его жёнах. По-видимому, эта история была известна Пушкину, как и Гёте, из «Исторического и критического словаря» П. Бейля (экземпляр этой книги находился в личной библиотеке Пушкина). Пушкин был знаком с «Письмами русского путешественника» Н. М. Карамзина и, возможно, сказкой Музеуса «Мелексала» (Melechsala), где приводится легенда о графе. По мнению Листова:
У нас нет доказательств того, что Пушкин был знаком с драмой Гёте. Но в южных поэмах Пушкина героини погибают, и это ближе ко второй редакции «Стеллы», чем к идиллическим развязкам у Бейля, Музеуса и Карамзина.
В. Г. Белинский в своей статье «Сочинения Гёте. Выпуск II» относил драму «Стелла» наряду с пьесами «Брат и сестра», «Заклад» — «к самым пустым и вздорным произведениям великого германского поэта». «Стелла», по оценке русского критика, стоит в ряду его некоторых «ничтожных, жалких, приторных, сентиментальных пьес». По его мнению, Гёте — «поэт по преимуществу субъективный и лирический», но при этом «сладок, приторен во многих из своих драм»: «Он любил делать героями своих драм характеры слабые, ничтожные, изнеженные, женоподобные, каковы: Франц Вейслинген (в „Гёце“), Клавиго, Фернандо и проч.».
Биограф писателя К. О. Конради писал про эту пьесу:
То, что драма, в финале которой конфликт разрешается посредством треугольника: Фернандо, его жена Цецилия и возлюбленная Стелла, — вызвала в то время недоумение, осуждение и неприятие, можно понять. Что кое–кто из позднейших исследователей, в том числе специалисты-германисты, лишь с трудом понимали эту пьесу, объясняется, видимо, тем, что понятной она может быть только в общем контексте всего творчества молодого Гёте.
 Возможно, что влияние на пьесу оказал впервые опубликованный в 1766—1768 годах под названием «Дневник для Стеллы» сборник писем англо-ирландского писателя Джонатана Свифта, в котором отражены его сложные и запутанные отношения с миссис Эстер Джонсон (Стелла) и Эстер Ваномри (Ванесса).